# Kyra Hoevertsz
Kyra Hoevertsz (9 aprile 1998) è una nuotatrice artistica arubana.

## Palmarès

### Coppa del Mondo
- 3 podi:
  - 3 terzi posti (3 nella gara individuale)